# Cazzo Film
Cazzo Film ist eine Produktionsfirma für schwule Pornofilme mit Sitz in Berlin. Cazzo Film wurde 1996 von Jörg Andreas und Jürgen Brüning gegründet und gehört zwischenzeitlich zu den bekannteren schwulen Pornoproduzenten Europas. Zu Cazzo Film gehören die Ableger Prick und Coxxx. In einem Jahr entstehen bis zu sechs Filme. Cazzo Film präsentiert sich selbstbewusst in der Öffentlichkeit und ist bestrebt, Pornografie aus der Schmuddelecke herauszuführen und sie als Teil der Popkultur zu begreifen. Cazzo ist Italienisch und steht für "Schwanz".
Die Cazzo-Pornos versuchen Bezüge zur schwulen und zur Mainstream-Kultur herzustellen. Es wird nicht im Studio, sondern an Original- und häufig auch an öffentlichen Schauplätzen gedreht wie U-Bahn,  Telefonzelle, Taxi, auf dem Ku'Damm oder auf einer Eisenbahnbrücke mitten in der Stadt. Damit setzte sich Cazzo Film von den Mainstream-Pornos US-amerikanischen Ursprungs ab und etablierte einen deutschen Independent-Porno-Film, der inzwischen Nachahmer gefunden hat.  Cazzo Film steht mit seinen Pornos in der Tradition des amerikanischen underground porns der 1960er Jahre. Die Darsteller bei Cazzo Film, wie z. B. Marcel Schlutt, sind oft keine professionellen Pornodarsteller. Thom Barron dagegen gilt mittlerweile als bekanntester schwuler Pornodarsteller Deutschlands.
Der erste Film Berlin Techno Dreams wurde 1996 an Originalschauplätzen in Berlin-Schöneberg inmitten der schwulen Subkultur gedreht, um die Authentizität des Films zu gewährleisten. In der neueren Produktion dot.cum wurde die Welt des schwulen Online-Datings thematisiert. Der Film Thom Barron Calling ist ein Porno-Remake des Kassenschlagers Lola rennt, Fuck Fiction ist von Quentin Tarantinos Pulp Fiction inspiriert und der kanadische Filmregisseur Bruce LaBruce drehte 1998 als Crossover zwischen Kunst und Pornografie für Cazzo den Spielfilm Skin Flick, den es auch als Hardcoreversion unter dem Namen Skin Gang gibt. Auch vom Film Gefangen – Eine Liebe hinter Gittern gibt es eine solche Version namens Eingelocht.
Im Februar 2016 übernahm Felix Kamp die Leitung. Laut Unternehmensregister wurde im April 2020 die Cazzo Film Verwaltungs GmbH in CFV Abwicklungs-GmbH umbenannt und am 29. April 2020 liquidiert.